# Rebollar de Ebro
Rebollar de Ebro es una localidad del municipio de Valderredible (Cantabria, España).  Está localizada a 710 m s. n. m., y dista 4 km de la capital municipal, Polientes. En el año 2024 contaba con una población de 35 habitantes (INE).

## Paisaje y naturaleza
Rebollar se ubica en una suave loma en la margen izquierda del Ebro, que en este punto se desliza muy suave, atravesando tierras de cultivos custodiadas por alineaciones ortogonales de chopos en las riberas. En las lomas cercanas al caserío crecen las plantaciones de pinos confundidas entre el sotobosque de roble. Hacia el sur, dos volúmenes rocosos: las floraciones de areniscas de Sobrepeña y el estrato calizo de La Lora.

## Patrimonio histórico
En el mismo casco urbano de Rebollar nos encontramos con la iglesia de la Inmaculada, del siglo XVI, con esbelta cabecera poligonal y contrafuertes escalonados al exterior que encubren un sistema de complicados abovedamientos interiores. Pese a lo tardío de la fecha, contiene elementos arcaizantes, como en la portada abocinada, cercana al gusto románico.
A las afueras del pueblo, en dirección a Sobrepeña se sitúas la ermita de Santa María de Entrepuerta, construida en el siglo XIII con esquema muy repetido por esas fechas en Valderredible, con ábside recto, canecillos simples y espadaña a los pies. Es más que posible la existencia de una anterior ermita rupestre en el mismo solar de Santa María de Entrepuerta, a juzgar por los restos de una necrópolis de tumbas antropomorfas y de una lauda anacorética excavadas en la roca próxima.
- Datos: Q11702351